# Delias akikoae
Delias akikoae is een vlindersoort uit de familie van de Pieridae (witjes), onderfamilie Pierinae.
Delias akikoae werd in 2001 beschreven door Morita.